# London Stock Exchange Group plc
A London Stock Exchange Group plc, também conhecido como LSEG, é um fornecedor global de dados e infraestrutura de mercados financeiros. Sediada em Londres, Reino Unido. Fornece dados financeiros, análises, notícias e produtos de índice a clientes em mais de 170 Países. Possui a Bolsa de Valores de Londres (na qual também está listada), Refinitiv, LSEG Technology, FTSE Russell e participações majoritárias na LCH e na Tradeweb.

## Ligação externa
- «Página oficial» (em inglês)